# Dann Huff
Dann Huff (* 15. November 1960) ist ein US-amerikanischer Studiogitarrist und Musikproduzent. Er war Gründungsmitglied sowie Bandmusiker (Gitarre, Gesang) der US-amerikanischen Hardrockband Giant als auch Mitgründer und Gitarrist der christlichen AOR-Band White Heart.

## Leben
Dann Huff ist Sohn eines Berufsdirigenten und Komponisten. Er begann mit dem Gitarrespielen im Alter von 13 Jahren und wurde später, besonders in den 80er u. 90er Jahren, einer der begehrtesten und bedeutendsten Studiogitarristen. Er nennt Jeff Beck, Bill Withers, Steve Lukather von der Pop-Fusion-Band Toto und Paul Rodgers (Free, Bad Company) als seine musikalischen Haupteinflüsse. Der virtuose und vielseitige Sessiongitarrist wurde 1995 von dem renommierten amerikanischen Gitarrenmagazin Guitarplayer zum besten Studiogitarristen des Jahres ernannt. Für die Thrash-Metal-Band Megadeth produzierte Huff zwei Alben, Cryptic Writings und Risk.
Dann Huffs Gitarrenstil ist in der Countryszene von Nashville genauso anerkannt, wie in der Rock- und Pop-Metropole Los Angeles. Zurzeit ist er, neben dem anderen bekannteren Studiogitarristen Michael Thompson, Gitarrist in der Band der amerikanischen Pop-Gesangsdiva Faith Hill, deren Alben teilweise von Dann produziert wurden.
Die Leser des deutschen Rockmagazins Rock It wählten die ersten beiden Alben von Dann Huffs Band Giant, in die Hall of Fame der bedeutendsten hundert Rockalben aller Zeiten.
Erwähnenswert ist seine private Freundschaft mit dem bekannten Produzenten Robert Lange (u. a. Produzent von AC/DC, Def Leppard), des ehemaligen Ehegatten der Popsängerin Shania Twain.
Er gilt als Musician’s musician und hat in der Musikszene Guitarhero-Status, weshalb er ein Endorsement über Gitarrenverstärker mit dem Hersteller Peavey hat, sowie ein eigenes Gitarrenmodell von Tyler Guitars zur Verfügung gestellt bekam. Auf dem zuletzt veröffentlichten Album seiner Rockband Giant ist Dann Huff noch als Studiomusiker zu
hören. Festes Bandmitglied bei Giant, als Ersatz für Huff an der Gitarre, wurde der Winger-Gitarrist John Roth.

## Diskografie

### Als Studio- oder Sessionmusiker  (Auszug)
Dann Huffs Gitarrenkünste als Studio- bzw. Sessionmusiker sind u. a. auf folgenden Alben zu hören:
- Céline Dion – Let’s Talk About Love
- Faith Hill – Cry
- Amy Grant – Heart in Motion, Home for Christmas, House of Love etc.
- Mariah Carey – Daydream
- Mariah Carey – Merry Christmas
- Pur – Abenteuerland
- Doro – True at Heart
- Bob Seger – The Fire Inside
- Chicago – 19
- Madonna – Like a Prayer
- Joe Cocker – Cocker
- Donna Summer – Bad Reputation
- George Benson – 20/20
- Lou Gramm – Long Hard Look
- Michael Bolton – All That Matters
- Shania Twain – The Woman in Me
- Shania Twain – Come On Over
- Megadeth – Cryptic Writings (als Produzent)
- Megadeth – Risk (als Produzent)
- Giant – Promise Land
- Michael Jackson – Bad

### Solo
- Dann Huff: Solos, 2000

### MitGiant
- Giant – Last of the Runaways, 1989
- Giant – Time to Burn, 1992
- Giant – III, 2002
- Giant – Live and Acoustic Official Bootleg, 2003

### MitWhite Heart
- White Heart – Same, 1982
- White Heart – Vital Signs, 1984